# Alexandre Rousselet
Alexandre Rousselet (Pontarlier, 29 gennaio 1977) è un ex fondista francese.

## Biografia
In Coppa del Mondo esordì l'8 dicembre 2000 a Santa Caterina Valfurva (77°) e ottenne l'unica vittoria, nonché primo podio, il 7 febbraio 2004 a La Clusaz.
In carriera prese parte a due edizioni dei Giochi olimpici invernali, Salt Lake City 2002 (47° nella 30 km, 35° nell'inseguimento, 8° nella staffetta) e Torino 2006 (18° nella 15 km, 26° nella 50 km, 26° nell'inseguimento, 4° nella staffetta), e a cinque dei Campionati mondiali (5° nella staffetta a Sapporo 2007 il miglior risultato). Nel 2004 vinse la Transjurassienne, classica granfondo.

## Palmarès

### Coppa del Mondo
- Miglior piazzamento in classifica generale: 33º nel 2006
- 4 podi (tutti a squadre[1]):
  - 1 vittoria
  - 1 secondo posto
  - 2 terzi posti

#### Coppa del Mondo - vittorie
| Data            | Località  | Nazione | Spec.                                                                          |
| --------------- | --------- | ------- | ------------------------------------------------------------------------------ |
| 7 febbraio 2004 | La Clusaz | Francia | 4x10 km (con Christophe Perrillat-Collomb, Vincent Vittoz ed Emmanuel Jonnier) |